# Dean A. Zupancic
Dean A. Zupancic  é um engenheiro de som americano. Nomeado ao Oscar 2006 na categoria de Melhor Mixagem de Som por The Chronicles of Narnia: The Lion, the Witch and the Wardrobe, recebeu nomeação ao Óscar 2019 na mesma categoria por A Star Is Born.